# سيرات (كاستيلون)
بلدية سِراط أو (نقحرة: سيرات) (بالإسبانية: Cirat)‏، هي إحدى بلديات مقاطعة قسطلونة التي تقع في منطقة بلنسية، في شرق إسبانيا.
يبلغ عدد سكانها 262 نسمة وفقاً لإحصائية سنة (2006).